# Gueltas

Gueltas este o comună în departamentul Morbihan, Franța. În 1 ianuarie 2022 avea o populație de 532 de locuitori.